# Urodidae
Die Urodidae sind eine artenarme Familie der Schmetterlinge („Kleinschmetterlinge“) mit fast weltweiter Verbreitung. In Mitteleuropa lebt nur eine Art, Wockia asperipunctella.

## Merkmale
Urodidae sind recht kleine Falter mit einer Flügelspannweite zwischen 11 und 37 Millimeter mit grau oder braun beschuppten Flügeln, meist mit kleinen schwarzen Flecken, oft mit blauen oder violettem Glanz überlaufen. Die Beschuppung des Kopfes ist anliegend, Ocellen und Chaetosemata fehlen. Der Saugrüssel ist vorhanden und funktionstüchtig, er ist nicht beschuppt. Die Maxillarpalpen sind rückgebildet, die Labialpalpen mittelgroß und mehr oder weniger aufwärts gebogen. Die Antennenglieder sind, besonders beim Männchen, seitlich lamellenförmig verbreitert. Die Form der Vorderflügel ist innerhalb der Familie variabel, es kommen Arten mit schmalen und breiten Flügeln vor. Die distale Flügelzelle ist in der Außenhälfte oft abwärts gebogen. Auch die vorderen Äste des Cubitus (CuA1 und CuA2) sind stark gebogen. Es sind zwei Analadern vorhanden. Am Vorderrand des Hinterflügels (Costa) sitzt beim Männchen ein auffallendes Schuppenbüschel. Die Tibien der Laufbeine tragen am Vorderbein keine, am Mittelbein zwei und am Hinterbein vier Sporne, die Hintertibien außerdem auffallend lange Haarschuppen. Am Hinterleib sind die Vorderecken des zweiten Sternits verlängert und stark sklerotisiert. Tympanalorgane fehlen.
Raupen vieler Arten sind unbekannt. Die Raupen von Wockia asperipunctella sind grau mit brauner Kopfkapsel. Alle Arte, die bisher bekannt geworden sind, besitzen relativ lange und schlanke Beine, die in der Mitte erkennbar eingeschnürt sind. Sie sind nur an der Chaetotaxie bestimmbar.

## Lebensweise
Bei allen Arten, bei denen sie bisher bekannt geworden sind, leben die Raupen frei und ohne Gespinste auf Blättern von Laubbaumarten, von denen sie sich ernähren. Wockia asperipunctella lebt auf Weiden- und Pappelarten, die mexikanischen Wockia-Arten auf Casearia nitida (Salicaceae). Einige Arten bauen kunstvolle, filigran korbförmige Puppengespinste. Es kommen ein oder zwei Generationen pro Jahr vor. Der lange Ovipositor der Weibchen lässt eine versteckte Eiablage vermuten.

## Taxonomie, Phylogenie und Systematik
Es sind 66 Arten bekannt (Stand 2011). Diese verteilen sich auf drei Gattungen:
- Urodus. in Südamerika
- Spiladarcha in Süd- bis Mittelamerika[4]
- Wockia. Eurasisch sowie in Nord- und Mittelamerika verbreitet, einige neu beschriebene Arten im tropischen Ostasien.

Traditionell wurden die Gattungen der Urodidae in die Familien Yponomeutidae oder Plutellidae eingeordnet. Ihre Eigenständigkeit gilt aber heute als unstrittig. Heute werden sie monotypisch in eine eigene Überfamilie Urodoidea gestellt. Die Zugehörigkeit zu den Yponomeutoidea gilt nach molekularen Studien (anhand homologer DNA-Sequenzen) heute als unwahrscheinlich, die tatsächliche Position und das Schwestergruppenverhältnis sind aber nicht abschließend geklärt.